# Giuseppe Vicino

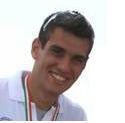
Giuseppe Vicino (2013)

Giuseppe Vicino (* 26. Februar 1993 in Neapel) ist ein italienischer Ruderer. 2021 gewann er eine olympische Bronzemedaille.

## Karriere
Giuseppe Vicino begann 2005 mit dem Rudersport. Mit dem italienischen Achter gewann er die Bronzemedaille bei den Junioren-Weltmeisterschaften 2009. Bei den Junioren-Weltmeisterschaften 2010 gewann er ebenfalls die Bronzemedaille mit dem Achter. 2011 wurde Vicino Juniorenweltmeister mit dem Achter bei den Junioren-Weltmeisterschaften 2011 und gewann im gleichen Jahr die Silbermedaille im Vierer ohne Steuermann bei den U23-Weltmeisterschaften. Bei den U23-Weltmeisterschaften 2012 gewann er die Bronzemedaille im Doppelzweier, in der Erwachsenenklasse erhielt er mit dem italienischen Achter die Silbermedaille bei den Europameisterschaften 2012. 2013 belegte er bei den Europameisterschaften den sechsten Platz mit dem Vierer ohne Steuermann, bei den Weltmeisterschaften erreichte das gegenüber den Europameisterschaften umbesetzte Boot mit Paolo Perino, Mario Paonessa und Matteo Lodo den vierten Platz.
In der Besetzung Cesare Gabbia, Paolo Perino, Giovanni Abagnale und Giuseppe Vicino gewann der italienische Vierer die Bronzemedaille bei den Europameisterschaften 2014. Matteo Lodo und Vicino siegten im Zweier ohne Steuermann bei den U23-Weltmeisterschaften 2014. Bei den Weltmeisterschaften 2014 in der Erwachsenenklasse erreichten Vincenzo Abbagnale, Mario Paonessa, Matteo Lodo und Giuseppe Vicino den siebten Platz im Vierer. 2015 ruderte der italienische Vierer mit Marco Di Costanzo, Matteo Castaldo, Matteo Lodo und Giuseppe Vicino. Beim Weltcup in Varese belegten die Italiener den zweiten Platz hinter dem US-Vierer, in Luzern siegten die Australier vor den Italienern. Bei den Weltmeisterschaften 2015 auf dem Lac d’Aiguebelette siegten die Italiener vor den Australiern und den Briten. Im Jahr darauf ruderten Domenico Montrone, Castaldo, Lodo und Vicino im italienischen Vierer, in dieser Besetzung gewannen sie die Bronzemedaille bei den Olympischen Spielen 2016 hinter den Briten und den Australiern. Bei den Europameisterschaften 2017 siegten im Zweier ohne Steuermann die Italiener Matteo Lodo und Giuseppe Vicino vor den Franzosen Valentin Onfroy und Théophile Onfroy; zum Abschluss der Saison gewann das Duo mit starkem Schlussspurt auch den Weltmeistertitel in Florida vor dem kroatischen Duo Martin und Valent Sinković.
Nachdem er 2018 gar keine internationalen Wettkämpfe gefahren war, belegte er mit Giovanni Abagnale bei den Europameisterschaften 2019 im Zweier ohne Steuermann den vierten Platz. Bei den Weltmeisterschaften 2019 belegte er dann mit seinem alten Partner Matteo Lodo ebenfalls den vierten Platz im Zweier ohne Steuermann. 2020 gewannen Lodo und Vicino die Bronzemedaille bei den Europameisterschaften in Posen, im Jahr darauf erhielten sie die Silbermedaille bei den Europameisterschaften in Varese. Bei den Olympischen Spielen in Tokio traten sie im Vierervorlauf mit Matteo Castaldo und Bruno Rosetti an und qualifizierten sich für das Finale. Im Finale sprang Marco Di Costanzo für Rosetti ein. Castaldo, Di Costanzo, Lodo und Vicini ruderten auf den dritten Platz hinter den Australiern und den Rumänen und erhielten die Bronzemedaille.
2022 bei den Europameisterschaften in München erreichte Vicino mit dem italienischen Achter den dritten Platz hinter den Briten und den Niederländern. Bei den Weltmeisterschaften in Račice u Štětí belegte der Achter den neunten Rang. 2024 kehrte Vicino in den Vierer zurück. Matteo Lodo, Giovanni Abagnale, Giuseppe Vicino und Nicholas Kohl erkämpften bei den Europameisterschaften in Szeged die Silbermedaille hinter den Briten und vor den Franzosen. Drei Monate später bei der Olympiaregatta in Paris gewannen der Vierer aus den Vereinigten Staaten vor den Neuseeländern und Briten. Zweieinhalb Sekunden hinter den Briten wurden die Italiener Vierte.
Der 1,93 m große Giuseppe Vicino rudert für Fiamme Gialle.